# Žlkovce
Žlkovce (ungarisch Zsúk – bis 1900 Zslkóc) ist eine Gemeinde im Westen der Slowakei mit 627 Einwohnern (Stand 31. Dezember 2024), die zum Okres Hlohovec, einem Teil des Trnavský kraj, gehört.

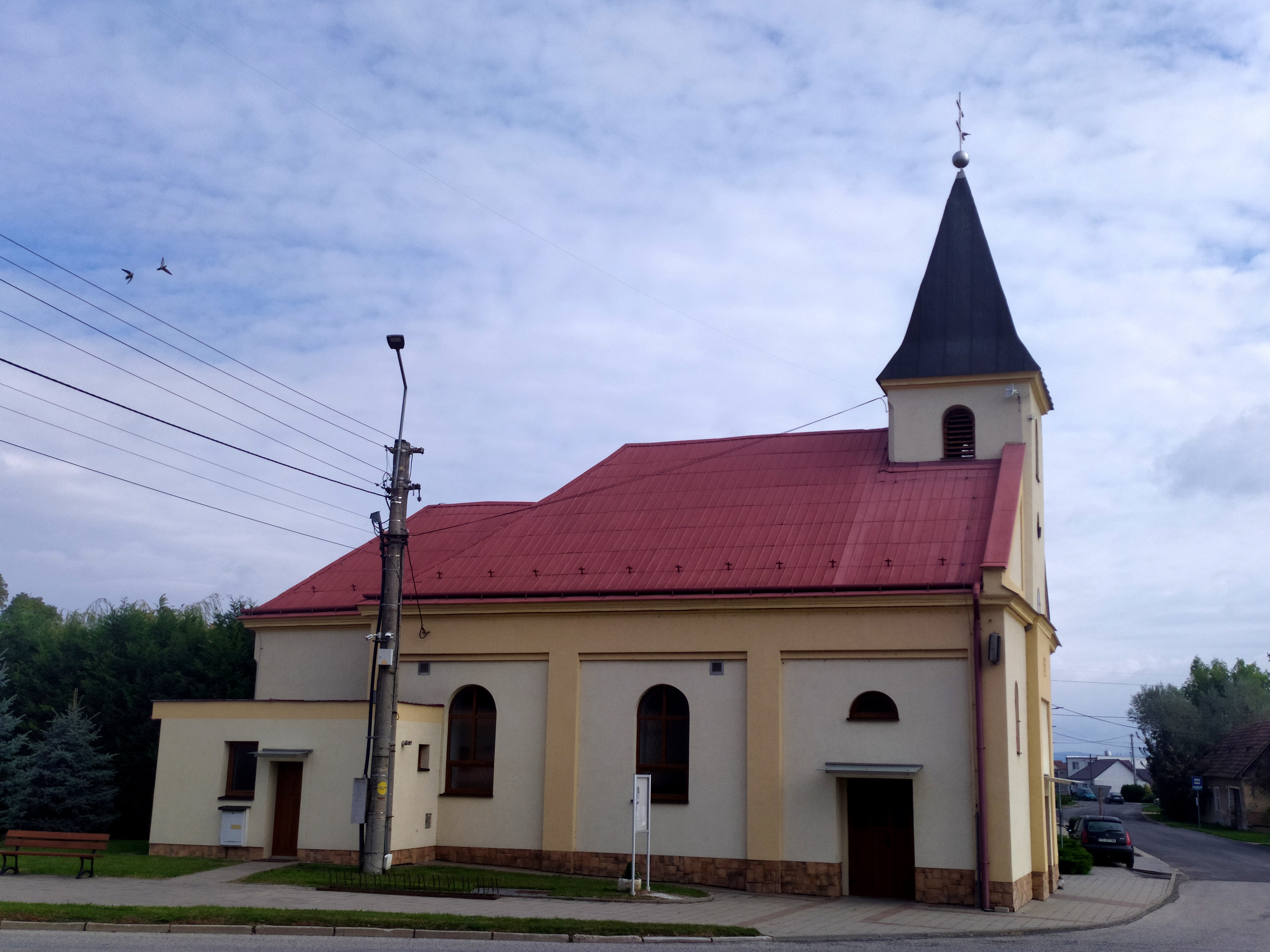
Kirche

## Geographie
Die Gemeinde befindet sich am Ostrand des Hügellands Trnavská pahorkatina (Teil des slowakischen Donautieflands) am rechten Ufer des Dudváh. Das Ortszentrum liegt auf einer Höhe von 145 m n.m. und ist elf Kilometer von Hlohovec sowie 15 Kilometer von Trnava entfernt.
Nachbargemeinden sind Ratkovce im Norden, Červeník im Osten, Trakovice im Süden und Malženice sowie Jaslovské Bohunice im Nordwesten.

## Geschichte
Der Ort wurde zum ersten Mal 1229 als Such schriftlich erwähnt, als er durch deutsche „Gäste“ besiedelt wurde und damals zum Herrschaftsgut der Burg Neutra gehörte. Noch während des 13. Jahrhunderts wurde das Dorf aber slawisiert, sodass 1268 der Name Touthsuk verzeichnet ist. 1258 war Žlkovce Besitz der Johanniter von Malženice, später verschiedener niederadeliger Familien wie Horeczky, Uzsovics, Zay, Majthényi, Ocskay und anderen. Während der Türkenkriege wurde die Ortschaft mehrmals in Mitleidenschaft gezogen. 1828 zählte man 76 Häuser und 531 Einwohner. 1860 verwüsteten drei Brände den Ort fast vollständig.
Bis 1918 gehörte der im Komitat Neutra liegende Ort zum Königreich Ungarn und kam danach zur Tschechoslowakei beziehungsweise heute Slowakei.

## Bevölkerung
| Jahr                | 1994 | 2004    | 2014    | 2024    |
| ------------------- | ---- | ------- | ------- | ------- |
| Anzahl der Personen | 624  | 648     | 659     | 627     |
| Unterschied         |      | +3,84 % | +1,69 % | −4,85 % |

| Jahr                | 2023 | 2024    |
| ------------------- | ---- | ------- |
| Anzahl der Personen | 646  | 627     |
| Unterschied         |      | −2,94 % |

Nach der Volkszählung 2011 wohnten in Žlkovce 630 Einwohner, davon 621 Slowaken sowie jeweils ein Magyare und Pole. Ein Einwohner gab eine andere Ethnie an und sechs Einwohner machten diesbezüglich keine Angabe. 582 Einwohner bekannten sich zur römisch-katholischen Kirche sowie jeweils ein Einwohner zur evangelischen Kirche A. B. und zur kongregationalistischen Kirche; ein Einwohner bekannte sich zu einer anderen Konfession. 17 Einwohner waren konfessionslos und bei 28 Einwohnern wurde die Konfession nicht ermittelt.

## Bauwerke
- römisch-katholische Kirche Sieben Schmerzen Maria im klassizistischen Stil aus dem Jahr 1811